# Pseudogramma thaumasia
Pseudogramma thaumasia är en fiskart som först beskrevs av Charles Henry Gilbert, 1900.  Pseudogramma thaumasia ingår i släktet Pseudogramma och familjen havsabborrfiskar. IUCN kategoriserar arten globalt som livskraftig. Inga underarter finns listade i Catalogue of Life.